# Will Graves
William Thomas Graves, detto Will (Greensboro, 15 maggio 1988), è un ex cestista statunitense.